# Verdoni
Verdoni est un joueur d'échecs français d'origine italienne mort à Londres en 1804.
Il fut un des meilleurs joueurs d'échecs après la mort de Philidor en 1795.

## Biographie et carrière
La date de naissance et le prénom de Verdoni sont inconnus. Il faisait partie des joueurs d'échecs du Café de la Régence à Paris. Les informations sur la mort de Verdoni proviennent des souvenirs de Jacob Sarratt publiés en 1808 dans le Treatise on the Game of Chess où il mentionne que Verdoni est mort « in his apartments in Panton Street about four years ago ».
D'après The Life of Philidor, Musician and Chess-player de Tassilo von der Lasa, Philidor jouait contre Verdoni avec un handicap d'un pion en moins. D'après William Lewis, Philidor disait de Verdoni : « c'est le premier joueur en Europe après moi ».

## LeTraité des amateurs
Avec les meilleurs joueurs parisiens, Verdoni publia en 1775 le Traité théorique et pratique du jeu des échecs par une société d'amateurs. Dans l'avertissement, les auteurs disent s'inspirer « des leçons et des manières des grandS joueurs de la première Académie des échecs de l'Europe, Le Café de la Régence ».